# Роза Боньор
Роза Боньор (на френски: Rosa Bonheur) е френска художничка анималистка и натуралистка. Една от най-известните художнички на XIX век.

## Биография
Роза Боньор произхожда от семейство на художници. Родена е на 16 март 1822 г. в Бордо, Франция. Тя е най-голямото от четирите деца на художника Реймон Боньор и жена му Софи. Учи рисуване при баща си и се специализира рано в рисуването на животни, като се концентрира специално в рисуването на коне и говеда. През 1829 г. семейството се премества в Париж, а през 1833 г. умира майката. По желание на баща си Роза посещава пансион за момичета, но още през 1835 г. е освободена от него като неподлежаща на възпитание. След това работи в ателието при баща си и копира в Лувъра картини на Никола Пусен, Салватор Роза и нидерландския художник Паулус Потер.Тя изучава анатомия на животните в кланицата в Париж и Националния ветеринарен институт, където се запознава с ветеринаря и зоолог Етиен Жофроа Сент-Илер и неговия син Изидор Жофроа Сент-Илер.
Още през 1841 г. Роза Боньор участва в Парижкия салон. През 1848 г. тя показва своя картина и получава медал. През 1848 г. получава медал за картината си „Волове и бикове в Кантал“ (на френски: Boeufs et taureaux, race du Cantal). Това отваря възможност да получи държавна поръчка за „Оран в Ниверн“, картина, която е изложена в музея Орсе. Изключително известна става с картината си „Пазар на коне“. Картината с размери 244,5 × 506,7 см е завършена през 1855 г. и е най-известното платно на художничката. Първоначално е показвана в двореца Уиндзор от кралица Виктория. Картината е закупена от търговеца на картини Ернест Гамбар, а по-късно е закупена от Корнелиус Вандербилт, който я подарява на Музея „Метрополитън“.
Умира на 25 май 1899 г. в Томери, Франция.

## Галерия
- Етюд с крава (ок. 1840)
- Оран в Ниверн, 1849
- Пазар на коне (1853)
- Овце на морския бряг (1865)
- Телета (1879)
- На лов (1887)
- Голям вандейски грифон (1880)
- Бик
- Остригана овца (моделирана ок. 1842, отлята преди 1891)
- Почиващ вол (моделирана през 1846)

## За нея
- ((en)) Dore Ashton, Denise Browne Hare, Rosa Bonheur: a Life and a Legend, Viking, 1981
- ((fr)) Sandra Buratti-Hassan and Leïla Jarbouai (eds.), Rosa Bonheur (1822–1899) [cat. exp. Bordeaux, musée des beaux-arts, 18 mai – 18 septembre 2022; Paris, musée d’Orsay, 18 octobre 2022 – 15 janvier 2023], Paris, Musées d’Orsay et de l’Orangerie / Flammarion, 2022
- ((fr)) Marie Borin, Rosa Bonheur: Une Artiste à l'aube du féminisme, Pygmalion, 2011, 446 pp. ISBN 978-2-7564-0662-6
- ((fr)) Patricia Bouchenot-Déchin, J'ai l'énergie d'une lionne dans un corps d'oiseau, 2022, 384 pp. ISBN 978-2-2264-6647-1
- ((fr)) Danielle Digne, Rosa Bonheur ou l'insolence: histoire d'une vie 1822-1899, Éditions Denoël, 1980
- ((fr)) Albertine Gentou, Rosa Bonheur: une femme au service de l'art, Paris: L'Harmattan, 2018, 115 pp. ISBN 978-2-343-15939-3
- ((fr)) Didier Lévêque, Eliane Foulquié (dir.), Peindre les Indiens, l'art de Karl Bodmer, Rosa Bonheur, Antoine Tzapoff, Paris, Les Amis de Rosa Bonheur (ISBN 978-2-9567368-3-7)
- ((fr)) Natacha Henry, Rosa Bonheur et Buffalo Bill, une amitié admirable, Robert Laffont, 2019
- ((fr)) Natacha Henry, Rosa Bonheur l'audacieuse, Albin Michel, 2020
- ((fr)) Frédéric Lepelle de Bois-Gallais, Biographie de Mademoiselle Rosa Bonheur, Paris: E. Gambart, 1856
- ((fr)) Eugène de Mirecourt, Rosa Bonheur, G. Havard, 1856, 94 pp.
- ((fr)) Eugène de Mirecourt, Rosa Bonheur, Librairie des Contemporains, 1869, 64 pp.
- ((fr)) Francis Ribemont (ed.), Rosa Bonheur (1822–1899) [cat. exp. Bordeaux, musée des beaux-arts, 24 mai – 31 août 1997 ; Barbizon, musée de l’École de Barbizon, 19 septembre – 18 novembre 1997 ; New York, Dahesh Museum, 16 décembre 1997 – 21 février 1998], Bordeaux, musée des beaux-arts / New York, William Blake & Co., 1997
- ((fr)) Léon Roger-Milès, Rosa Bonheur. Sa vie, son œuvre, Société d'édition artistique, 1923. Преизд. 2010
- ((fr)) Francis Ribemont (ed.), Rosa Bonheur (1822–1899) [cat. exp. Bordeaux, musée des beaux-arts, 24 mai – 31 août 1997; Barbizon, musée de l’École de Barbizon, 19 septembre – 18 novembre 1997; New York, Dahesh Museum, 16 décembre 1997 – 21 février 1998], Bordeaux, musée des beaux-arts / New York, William Blake & Co., 1997
- ((fr)) Gonzague Saint Bris, Rosa Bonheur - Liberté est son nom, Paris, Robert Laffont, 2012
- ((en)) Theodore Stanton, Reminescenses of Rosa Bonheur, London, 1910
- ((en)) Robyn Montana Turner, Rosa Bonheur, Little, Brown and Company, 1991 ISBN 978-0-316-85648-5